# Ferdy Druijf
Ferdy Druijf (Uitgeest, 12 februari 1998) is een Nederlands voetballer die doorgaans als spits speelt.

## Carrière

### Jong AZ
Druijf debuteerde in 2016 in Jong AZ, waarmee hij in het seizoen 2016/17 kampioen van de Tweede divisie werd. Hij debuteerde op 18 augustus 2017 in het betaald voetbal, in een met 1-3 gewonnen uitwedstrijd tegen FC Den Bosch. Op 22 januari scoorde hij in een 1-1 gelijkspel tegen FC Den Bosch zijn eerste treffer in het betaalde voetbal. Het was een begin van een reeks van vijf wedstrijden waarin hij telkens scoorde, in totaal zes keer. Op 28 januari 2018 maakte hij zijn debuut in het eerste elftal van AZ. Hij viel kort voor tijd in. De eerste helft van seizoen 2018/19 speelde Druijff voor Jong AZ. Hij scoorde 14 goals in 16 wedstrijden. Hij scoorde twee keer in wedstrijden tegen Go Ahead Eagles en Jong FC Utrecht en droeg geregeld de aanvoerdersband. 

### N.E.C.
Op 4 januari 2019 werd hij voor een halfjaar uitgeleend aan N.E.C., dat aan het jagen was op promotie na de Eredivisie. Hij debuteerde negen later tegen FC Eindhoven met een doelpunt. Op 1 februari scoorde hij zijn eerste hattrick in het betaalde voetbal, tegen Jong FC Utrecht. Ook bij N.E.C. liep hij bijna één op één. Hij scoorde vijftien doelpunten in achttien wedstrijden, waardoor hij het seizoen afsloot als topscorer van de eerste divisie met 29 doelpunten, waarvan 11 uit penalty's. In de play-offs om promotie werd vervolgens verloren van RKC Waalwijk, waarna Druijf terugkeerde naar AZ.

### AZ
In seizoen 2019/20 verloor hij, ondanks zijn goede prestaties in het voorgaande seizoen, de concurrentiestrijd met Myron Boadu. Op 29 augustus scoorde hij in de verlenging van het UEFA Europa League-kwalificatieduel met Royal Antwerp FC zijn eerste doelpunt voor AZ, mede waardoor AZ in het hoofdtoernooi mocht uitkomen. Op 28 november scoorde hij als invaller beide AZ-doelpunten in een 2-2 gelijkspel tegen Partizan Belgrado, nadat AZ tot de 86'ste minuut nog 0-2 achter stond. Op 7 maart 2020 scoorde Druijf zijn eerste Eredivisiegoal in een 4-0 overwinning op ADO Den Haag. In de eerste helft van het seizoen 2020/21 was Druijf opnieuw geen basisspeler, hij kwam tot dertien wedstrijden en éen goal. 

### KV Mechelen
Daarom leende AZ hem in januari 2021 tot het einde van het seizoen uit aan KV Mechelen. Daar kwam hij in een halfjaar tot 23 wedstrijden, zeven goals en vier assists. Het seizoen erop huurde Mechelen Druijf opnieuw, maar ditmaal minder succesvol. Hij scoorde twee goals in de seizoensopener tegen Royal Antwerp FC, maar kwam daarna nog maar één keer tot scoren. Halverwege het seizoen werd de huurdeal afgebroken en keerde hij terug bij AZ. 

### Rapid Wien
AZ verhuurde Druijf direct opnieuw, ditmaal aan Rapid Wien. Daar scoorde hij tegen Vitesse in de Conference League zijn eerste doelpunt voor zijn nieuwe club. Hij scoorde zes keer in dertien wedstrijden, waarna Rapid Wien 1 miljoen euro overmaakte aan AZ om hem definitief over te nemen. Hij scoorde zeven goals in 30 wedstrijden in zijn eerste volledige seizoen voor Rapid Wien.

### PEC Zwolle
In de zomer van 2023 verhuurde Rapid Wien Druijf aan PEC Zwolle. Daar maakte hij op 12 augustus tegen Sparta Rotterdam zijn debuut. De twee wedstrijden erop scoorde hij zijn eerste goals voor PEC, tegen FC Twente en FC Utrecht. Op 2 december scoorde Druijf als invaller binnen 32 minuten een hattrick tegen FC Volendam. In januari 2024 liep Druijf een knieblessure op, wat voor hem het einde van het seizoen betekende. Hij scoorde vijf keer en gaf twee assists in vijftien wedstrijden.

## Clubstatistieken
| Seizoen                   | Club           | Competitie      | Competitie | Competitie | Beker | Beker | Overig | Overig | Totaal | Totaal |
| Seizoen                   | Club           | Competitie      | Wed.       | Dlp.       | Wed.  | Dlp.  | Wed.   | Dlp.   | Wed.   | Dlp.   |
| ------------------------- | -------------- | --------------- | ---------- | ---------- | ----- | ----- | ------ | ------ | ------ | ------ |
| 2016/17                   | Jong AZ        | Tweede divisie  | 13         | 4          | –     | –     | –      | –      | 13     | 4      |
| 2017/18                   | AZ Alkmaar     | Eredivisie      | 3          | 0          | 0     | 0     | 0      | 0      | 3      | 0      |
| 2017/18                   | Jong AZ        | Eerste divisie  | 21         | 7          | –     | –     | –      | –      | 21     | 7      |
| 2018/19                   | AZ Alkmaar     | Eredivisie      | 2          | 0          | 1     | 0     | 0      | 0      | 3      | 0      |
| 2018/19                   | Jong AZ        | Eerste divisie  | 16         | 14         | –     | –     | –      | –      | 16     | 14     |
| 2018/19                   | → N.E.C.       | Eerste divisie  | 18         | 15         | 0     | 0     | 2      | 0      | 20     | 15     |
| 2019/20                   | AZ Alkmaar     | Eredivisie      | 12         | 1          | 2     | 1     | 7      | 3      | 21     | 5      |
| 2019/20                   | Jong AZ        | Eerste divisie  | 11         | 5          | –     | –     | –      | –      | 11     | 5      |
| 2020/21                   | → KV Mechelen  | Eerste klasse A | 20         | 6          | 3     | 1     | 0      | 0      | 23     | 7      |
| 2021/22                   | → KV Mechelen  | Eerste klasse A | 14         | 3          | 2     | 0     | 0      | 0      | 16     | 3      |
| 2021/22                   | → Rapid Wien   | Bundesliga      | 10         | 5          | 1     | 0     | 2      | 1      | 13     | 6      |
| 2022/23                   | Rapid Wien     | Bundesliga      | 23         | 3          | 4     | 2     | 3      | 2      | 30     | 7      |
| 2023/24                   | → PEC Zwolle   | Eredivisie      | 15         | 5          | 0     | 0     | 0      | 0      | 15     | 5      |
| Carrièretotaal            | Carrièretotaal | Carrièretotaal  | 178        | 68         | 13    | 4     | 14     | 6      | 205    | 78     |
| Bijgewerkt op 21 mei 2024 |                |                 |            |            |       |       |        |        |        |        |

## Erelijst
Jong AZ
| Nationaal      |    |         |
| Tweede divisie | 1x | 2016/17 |

Individueel
| Nationaal                 |    |         |
| Topscorer Eerste divisie  | 1x | 2018/19 |
| Grootste Talent           | 1x | 2018/19 |
| Topscorer periode 1 & 3   | 1x | 2018/19 |
| Grootste talent periode 1 | 1x | 2018/19 |